# معبد النار أمل
معبد النار أمل (بالفارسية: آتشکده آمل) هو معبد نار تاريخي يعود إلى عصر الساسانيين، ويقع في أمل.